# Jebsheim
Jebsheim é uma comuna francesa na região administrativa de Grande Leste, no departamento Alto Reno. Estende-se por uma área de 14,81 km². Em 2010 a comuna tinha 1 425 habitantes (densidade: 96,2 hab./km²).